# James Schuerman

Wappen von James Thomas Schuerman

James Thomas Schuerman (* 5. April 1957 in Burlington, Massachusetts) ist ein US-amerikanischer Geistlicher und römisch-katholischer Weihbischof in Milwaukee.

## Leben
James Schuerman empfing am 17. Mai 1986 durch Erzbischof Rembert Weakland OSB das Sakrament der Priesterweihe für das Erzbistum Milwaukee.
Papst Franziskus ernannte ihn am 25. Januar 2017 zum Weihbischof in Milwaukee und Titularbischof von Girba. Der Erzbischof von Milwaukee, Jerome Listecki, spendete ihm und dem gleichzeitig ernannten Weihbischof Jeffrey Robert Haines am 17. März desselben Jahres die Bischofsweihe. Mitkonsekratoren waren der Bischof von Gary, Donald Hying, und der emeritierte Weihbischof in Milwaukee, Richard John Sklba.